# Alien: Covenant
Alien: Covenant (eng: förbund, avtal) är en amerikansk science fiction-skräckfilm från 2017 i regi av Ridley Scott. Filmen hade biopremiär i Sverige den 17 maj 2017. Filmen är den sjätte delen i Alienfilmserien, och är en uppföljare till filmen Prometheus från 2012.

## Handling
När besättningen ombord på rymdskeppet Covenant hittar en okänd planet som är obebodd hoppas de på att kunna bosätta den med tusentals människor som ligger i kryosömn. Men när de väl landar upptäcker de att skenet bedrar. De stöter på flera olika rymdmonster som dödar några ur besättningen och är ute efter dem. De måste fort ta sig till rymdskeppet för att kunna fly från det farliga hotet.

## Medverkande i urval
- Michael Fassbender – David / Walter
- Katherine Waterston – Daniels
- Billy Crudup – Oram
- Danny McBride – Tennessee
- Demián Bichir – Lope
- Carmen Ejogo – Karine
- Jussie Smollett – Ricks
- Callie Hernandez – Upworth
- Amy Seimetz – Faris
- Nathaniel Dean – Hallett
- Alexander England – Ankor
- Benjamin Rigby – Ledward
- Uli Latukefu – Cole
- Tess Haubrich – Rosenthal